# Gerhard Arehn
Anders Ludvig Gerhard Arehn, född 24 februari 1849 i Stockholm, död 13 april 1898 i Djursholm, var en svensk bergsingenjör och företagsledare.
Gerhard Arehn var son till kommissarien i riksgäldskontoret Oskar Justus Arehn. Han studerade 1867-1872 vid Teknologiska institutet och utexaminerades därifrån som bergsingenjör. Ahren tjänstgjorde därefter som smidesmästare vid Vikmanshyttans stål- och järnverk 1872-1874 och var 1874-1875 som Jernkontorets stipendiat anställd vid det ryska gevärsfaktoriet Ischeffs gjutstålverk vid Sankt Petersburg. Efter att ha återvänt till Sverige var Arehn 1875-1877 på nytt smidesmästare vid Vikmanshyttan innan han 1877-1878 företog en ny studieresa till Frankrike och Storbritannien. 1880 grundade han Arehns Mekaniska Verkstad och efter att ha inlett samarbete med uppfinnaren Frans Lundgren började han tillverka automatiska maskiner för tillverkning av tändstickor, som kom att vinna internationellt rykte.

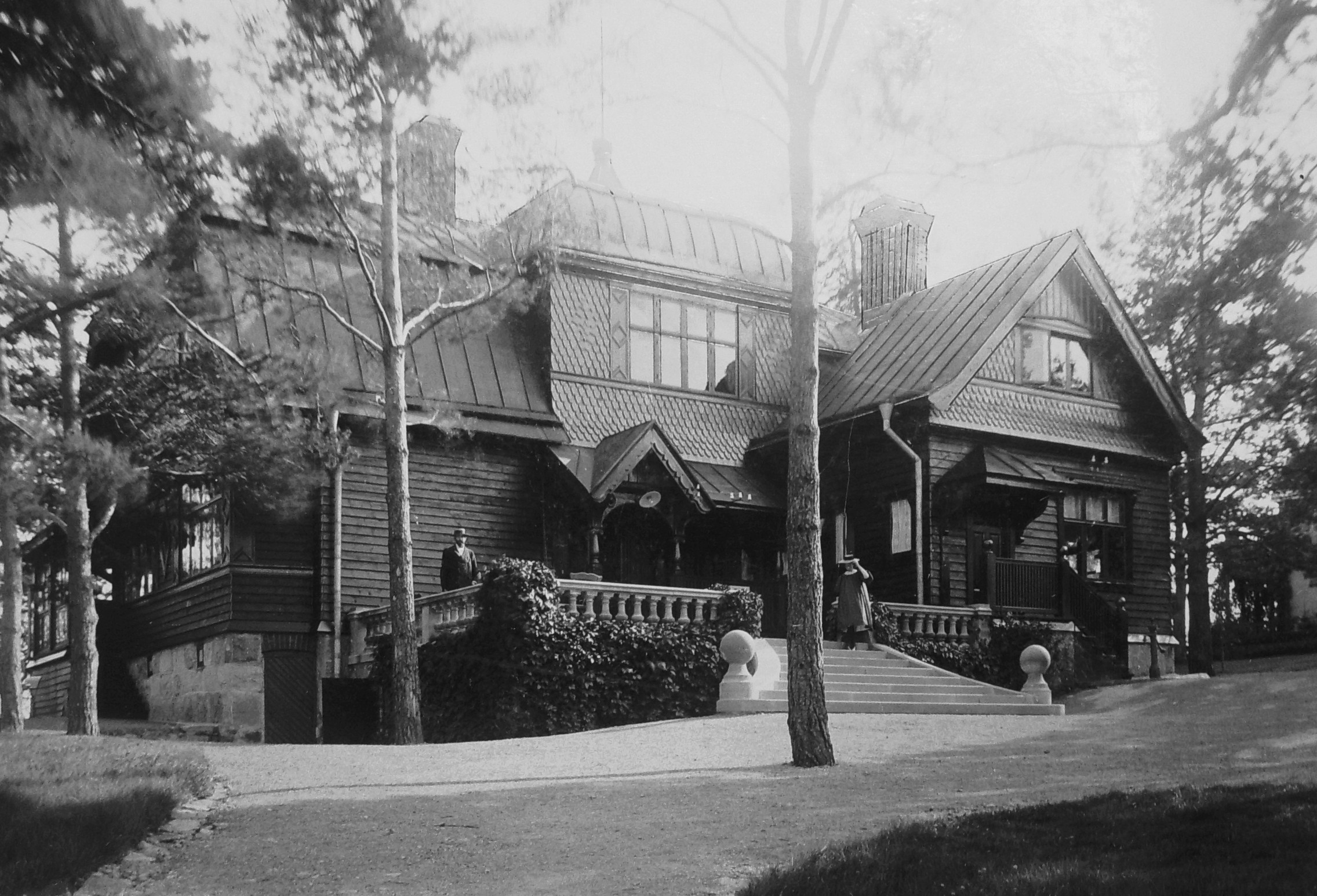
Gerhard Arehns villa "Woodlands" på 1890-talet.

År 1893 uppfördes för ingenjör Gerhard Arehn en villa, Villa Delling, även kallad Arehns Woodlands, i Djursholm i Danderyds kommun. Beställare var ingenjör Gerhard Arehn, ägare av AB Gerh. Arehns Mekaniska Verkstad i Stockholm, som tillverkade tändsticksmaskiner. Villan är en kulturhistoriskt värdefull byggnad i kvarteret Delling vid Strandvägen 37 i hörnet av Slottsvägen 2 i Djursholm. Arehn kallade sin villa för "Woodlands". Villan uppfördes efter ritningar av arkitekterna Kasper Salin och Gustaf Lindgren i tidstypisk nationalromantik. År 2003 klassades byggnaden av Danderyds kommun som "omistlig" och omfattas i detaljplanen av q-märkningsbestämmelser. Efter Gerhard Arehns död omkring år 1900 bodde hans änka Annie i huset fram till 1906.